# 光萼野丁香
光萼野丁香（学名：Leptodermis hirsutiflora var. ciliata）为茜草科野丁香属下的一个变种。

## 扩展阅读
- 維基物種上的相關：光萼野丁香